# مارگالیدا کرسپی
مارگالیدا کرسپی (اسپانیایی: Margalida Crespí‎؛ زادهٔ ۱۵ اوت ۱۹۹۰) شناگر موزون اهل اسپانیا است.